# Aroplectrus dimerus
Aroplectrus dimerus är en stekelart som beskrevs av Lin 1963. Aroplectrus dimerus ingår i släktet Aroplectrus och familjen finglanssteklar.
Artens utbredningsområde är:
- Filippinerna.
- Taiwan.

Inga underarter finns listade.